# Chervona ruta

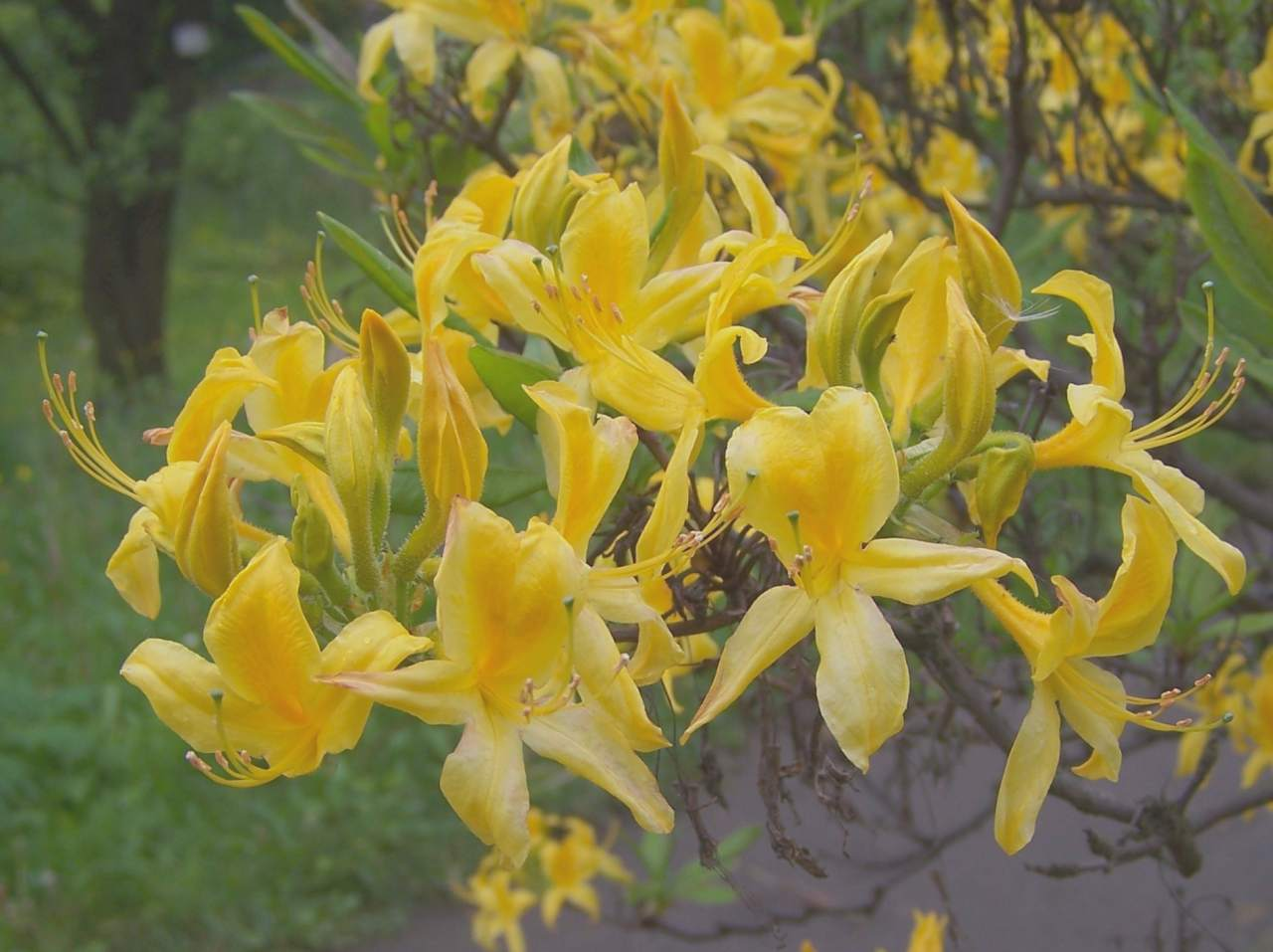
Azalea común

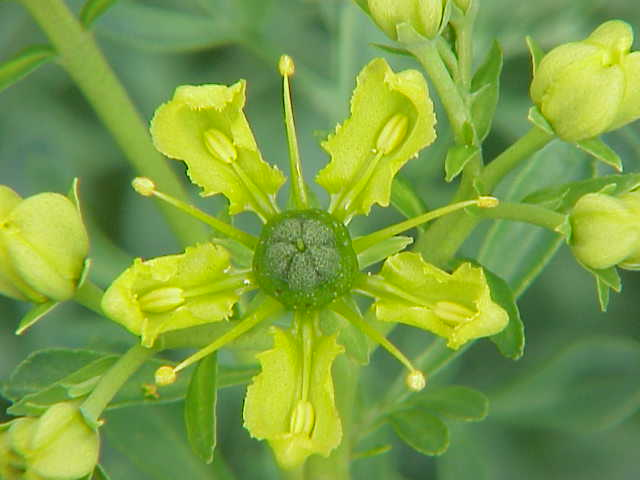
Flor de la ruda común

Chervona ruta (Червона рута, «ruda roja») es un término ucraniano que se refiere a una flor, pero tiene un significado ligado al folclore de la noche de Iván Kupala.

## Biología
La flor puede referirse a la ruda, (en latín: ruta), una planta de la familia de las rutáceas. Existen unos 60 tipos conocidos, que crecen de forma salvaje en las regiones mediterráneas, del Oriente Próximo y de Asia Central. En el sur de Ucrania, particularmente en las laderas rocosas de Crimea, crece un tipo de ruda, denominada ruda común (Ruta graveolens L.), que es la especie más común.
Sin embargo, otra opinión apunta a una especie dorada o amarilla de azalea, o bien a una rojiza, Rhododendron myrtifolium.

## Leyenda

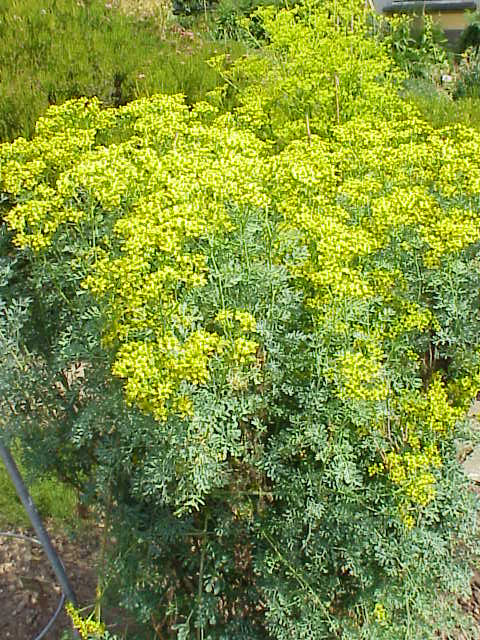
Ruda silvestre

«Chervona» se puede traducir del ucraniano como «roja». La flor de la ruda es amarilla, pero, de acuerdo con la leyenda, se vuelve roja en la noche de Iván Kupala, una festividad eslava que tiene lugar en torno al solsticio de verano y que se celebra el 23 de junio o en ocasiones el 7 de julio.
Según esta leyenda, la flor da buena suerte a la persona que la encuentra.

## Cultura popular
Chervona ruta es una canción popular ucraniana compuesta por Volodymyr Ivasyuk en 1968 e interpretada por numerosos cantantes y grupos. Fue popularizada por agrupaciones ucranianas como Smerichka y la cantante Sofia Rotaru, quien posteriormente formaría el grupo Chervona Ruta.
La popularidad inicial de la canción fue seguida por la película musical ucraniana Chervona ruta, dirigida por Román Oleksiv, guionizada por Miroslav Skochilyas y protagonizada por Sofia Rotaru y Vasyl Zinkevych junto con otras agrupaciones populares de la Ucrania soviética.
El festival Chervona Ruta es un festival de música que se celebra en Ucrania cada dos años desde 1989.